# Dlažkovice
Dlažkovice (en allemand : Dlaschkowitz) est une commune du district de Litoměřice, dans la région d'Ústí nad Labem, en Tchéquie. Sa population s'élevait à 122 habitants en 2021.

## Géographie
Dlažkovice se trouve à 15 km au sud-ouest de Litoměřice, à 23 km au sud-sud-ouest d'Ústí nad Labem et à 55 km au nord-ouest de Prague.
La commune est limitée par Třebenice au nord, par Chodovlice à l'est, par Lkáň au sud et par Podsedice à l'ouest.

## Histoire
La première mention écrite du village date de 1057.
Pendant la Seconde Guerre mondiale, les nazis ouvrirent un camp de transit à Dlažkovice pour les Juifs de Bohême du Nord avant leur transfert vers Theresienstadt.

## Patrimoine
L'église de Dlažkovice, construite en 1675, a été conçue par Giulio Broggio (1628-1718), un architecte d'origine italienne.

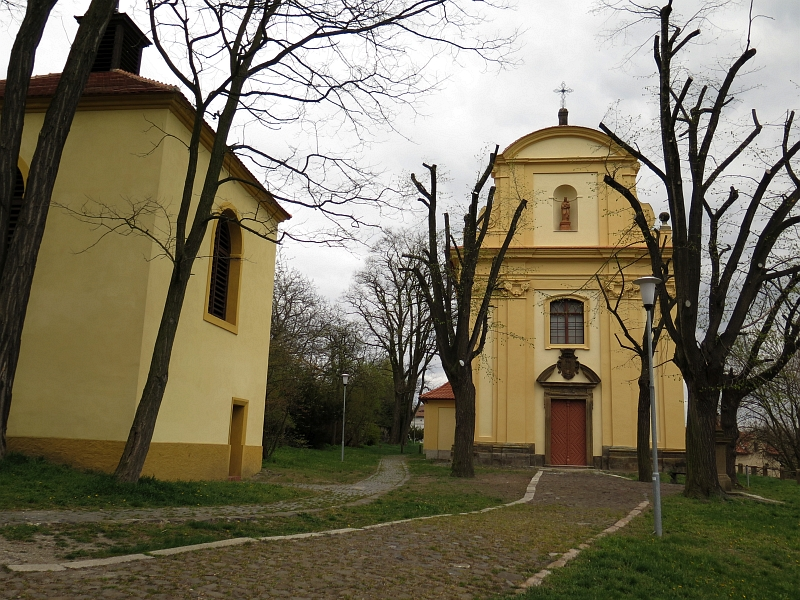
Dlažkovice : église Saint-Venceslas.
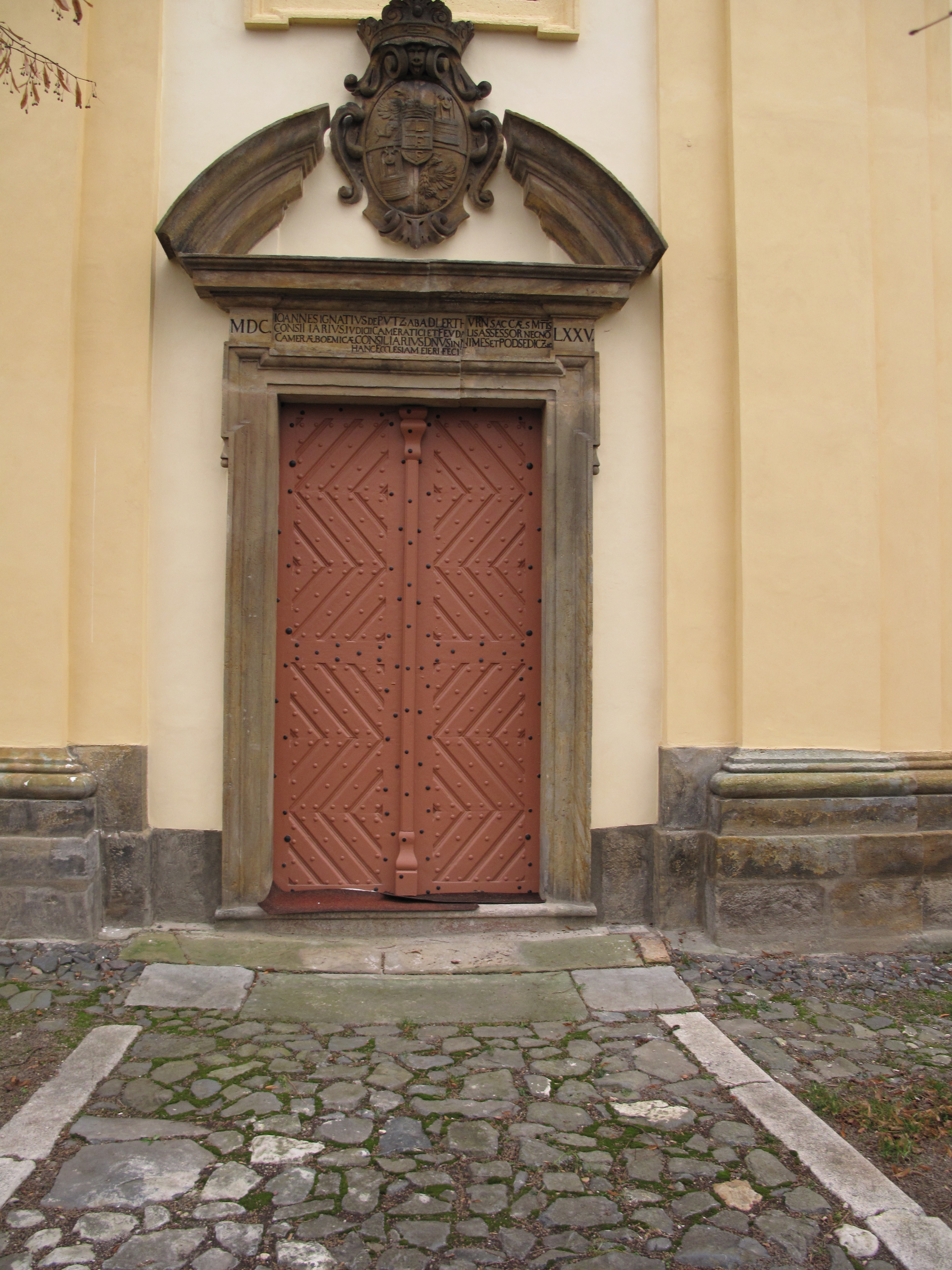
Portes de l'église.

## Transports
Par la route, Dlažkovice se trouve à 19 km de Lovosice, à 19 km de Litoměřice, à 30 km d'Ústí nad Labem et à 71 km de Prague.